# 米特尔辛
米特尔辛是德国巴伐利亚州的一个市镇。总面积14.28平方公里，总人口847人，其中男性417人，女性430人（2011年12月31日），人口密度59人/平方公里。